# باربرا باغوسي
باربرا باغوسي (بالمجرية: Bagócsi Barbara)‏ (من مواليد 18 مايو 1988 في بودابست) هي لاعبة كرة يد مجرية سابقة.

## روابط خارجية
- نبذة عن اللاعب على Handball.hu
- إحصائيات باربرا باغوسي المهنية في Worldhandball